# Fußball-Weltmeisterschaft 1938/Norwegen
Dieser Artikel behandelt die norwegische Fußballnationalmannschaft bei der Weltmeisterschaft 1938 in Frankreich

## Qualifikation
| Norwegen ** | - | Irland |  | 3:2 (1:1) / 3:3 (2:1) |  | (10. Okt. 1937 Oslo / 7. Nov. 1937 Dublin) |

In der Qualifikations-„Gruppe“ 2 trafen Norwegen und Irland als einzige Teams aufeinander. Nach dem knappen 3:2-Heimsieg genügte den Norwegern in Dublin ein Unentschieden zur Qualifikation. In beiden Spielen traf Reidar Kvammen jeweils zweimal, Alf Martinsen je einmal. Die irischen Tore erzielten im Hinspiel Matty Geoghegan und Jimmy Dunne, im Rückspiel erneut Dunne sowie Kevin O’Flanagan und Harry Duggan.

## Aufgebot
| Name               | Damaliger Verein | Geburtstag | Sp.      | Tor      | Rot      | G/R      | Gelb     |
| Torhüter           | Torhüter         | Torhüter   | Torhüter | Torhüter | Torhüter | Torhüter | Torhüter |
| ------------------ | ---------------- | ---------- | -------- | -------- | -------- | -------- | -------- |
| Henry Johansen     | Vålerenga Oslo   | 21.07.1904 | 1        | 0        | 0        | 0        | 0        |
| Anker Kihle        | Storms BK        | 19.04.1917 | 0        | 0        | 0        | 0        | 0        |
| Sverre Nordby      | Mjøndalen IF     | 13.10.1910 | 0        | 0        | 0        | 0        | 0        |
| Abwehr             |                  |            |          |          |          |          |          |
| Roald Amundsen     | Lyn Oslo         | 01.06.1903 | 0        | 0        | 0        | 0        | 0        |
| Oddmund Andersen   | Mjøndalen IF     | 21.12.1915 | 0        | 0        | 0        | 0        | 0        |
| Øivind Holmsen     | Lyn Oslo         | 28.04.1912 | 1        | 0        | 0        | 0        | 0        |
| Rolf Johannessen   | Fredrikstad FK   | 15.03.1910 | 1        | 0        | 0        | 0        | 0        |
| Jørgen Juve        | Lyn Oslo         | 22.11.1906 | 0        | 0        | 0        | 0        | 0        |
| Mittelfeld         |                  |            |          |          |          |          |          |
| Gunnar Andreassen  | Fredrikstad FK   | 15.01.1913 | 0        | 0        | 0        | 0        | 0        |
| Nils Eriksen       | Odds BK          | 05.11.1911 | 1        | 0        | 0        | 0        | 0        |
| Sverre Hansen      | Fram Larvik      | 26.03.1913 | 0        | 0        | 0        | 0        | 0        |
| Kristian Henriksen | Lyn Oslo         | 03.03.1911 | 1        | 0        | 0        | 0        | 0        |
| Rolf Holmberg      | Odds BK          | 24.08.1914 | 1        | 0        | 0        | 0        | 0        |
| Angriff            |                  |            |          |          |          |          |          |
| Hjalmar Andresen   | Sarpsborg FK     | 18.07.1914 | 0        | 0        | 0        | 0        | 0        |
| Arne Brustad       | Lyn Oslo         | 14.04.1912 | 1        | 1        | 0        | 0        | 0        |
| Knut Brynildsen    | Fredrikstad FK   | 23.07.1917 | 1        | 0        | 0        | 0        | 0        |
| Odd Frantzen       | SK Hardy         | 20.01.1913 | 1        | 0        | 0        | 0        | 0        |
| Arne Ileby         | Fredrikstad FK   | 02.12.1913 | 0        | 0        | 0        | 0        | 1        |
| Magnar Isaksen     | Lyn Oslo         | 13.10.1910 | 1        | 0        | 0        | 0        | 0        |
| Reidar Kvammen     | Viking Stavanger | 23.07.1914 | 1        | 0        | 0        | 0        | 0        |
| Alf Martinsen      | Lillestrøm SK    | 29.12.1911 | 0        | 0        | 0        | 0        | 0        |
| Frithjof Ulleberg  | Lyn Oslo         | 10.09.1911 | 0        | 0        | 0        | 0        | 0        |
| Trainer            |                  |            |          |          |          |          |          |
| Asbjørn Halvorsen  |                  | 03.12.1898 |          |          |          |          |          |

## Turnier

### Achtelfinale
| 5. Juni 1938 | Marseille | Italien | - | Norwegen |  | 2:1 n. V. (1:1, 0:0) |

Das Turnier war für Norwegen schnell beendet, obwohl ein Achtungserfolg gelang: Gegen den amtierenden Weltmeister und Titelfavoriten Italien erreichten die skandinavischen Außenseiter ein 1:1 nach 90 Minuten. Schon nach vier Minuten in der Verlängerung schoss aber Silvio Piola das entscheidende Tor zugunsten der Italiener. Diese siegten und gewannen später den Titel. Norwegen war der einzige von vier italienischen Gegnern, der gegen den alten und neuen Weltmeister nicht nach 90 Minuten unterlegen war, sondern eine Verlängerung erzwang.